# Heinrich Dorn
Heinrich Ludwig Egmont Dorn (14 de noviembre de 1804 - 10 de enero de 1892) fue un director de orquesta, compositor y periodista alemán. 
Nació en Königsberg (ahora conocida como Kaliningrado), donde estudió piano, canto y composición. Más tarde, estudió en Berlín con Ludwig Berger, Bernhard Klein y Carl Friedrich Zelter. Su primera ópera, Rolands Knappen, fue producida en 1826, y fue un éxito. Alrededor de este tiempo, se convirtió en coeditor del Berliner allgemeine Muzikzeitung.
Dorn se hizo famoso como director de ópera, y ocupó puestos en los teatros de Königsberg (1828), Leipzig (1829-32), Hamburgo (1832), Riga (1834-43) y Colonia (1844-8). En 1849, se convirtió en codirector, junto con Wilhelm Taubert, del Berlin Hofoper, cargo que ocupó hasta 1869.
Dorn enseñó contrapunto al joven Robert Schumann, y era amigo de Franz Liszt. Fue un duro crítico de Richard Wagner, pero fue persuadido para dirigir la ópera Tannhäuser, en 1855. También escribió una ópera Die Nibelungen, basada en el Cantar de los nibelungos, en 1853, muchos años antes de que Wagner completara El anillo del nibelungo.
Fue el padre de los también músicos y compositores Alexander Dorn (1833-1901) y Otto Dorn (1848-1931).

## Escritos
- Spontini in Deutschland (Leipzig, 1830)
- Aus meinem Leben (Berlín, 1870–77)
- Das provisorische Statut der Königlichen Akademie der Künste in Berlin (Berlín, 1875)

## Composiciones
- Rolands Knappen (1826)
- Der Zauberer und das Ungetüm (1827)
- Die Bettlerin (1828)
- Abu Kara (c. 1831)
- Der Schöffe von Paris (1838)
- Das Banner von England (1841)
- Die Nibelungen (1854)
- Ein Tag in Russland (1856)
- Gewitter bei Sonnenschein (1865)
- Der Botenläufer von Pirna (1865)